# Epeolus melectimimus
Epeolus melectimimus là một loài Hymenoptera trong họ Apidae. Loài này được Cockerell & Sandhouse mô tả khoa học năm 1924.